# Block-Storage
| QS-Informatik | Dieser Artikel wurde wegen inhaltlicher Mängel auf der Qualitätssicherungsseite der Redaktion Informatik eingetragen. Dies geschieht, um die Qualität der Artikel aus dem Themengebiet Informatik auf ein akzeptables Niveau zu bringen. Hilf mit, die inhaltlichen Mängel dieses Artikels zu beseitigen, und beteilige dich an der Diskussion! (+) |

Block-Level-Speicher ist ein Konzept der in der Cloud gehosteten Datenpersistenz, bei dem Cloud-Dienste das Verhalten eines herkömmlichen Blockgeräts, beispielsweise einer physischen Festplatte, emulieren.

## Block (Datenspeicherung)
Beim Rechnen (insbesondere bei der Datenübertragung und Datenspeicherung) ist ein Block eine Folge von Bytes oder Bits mit einer nominalen Länge (einer Blockgröße). Der Vorgang, Daten in Blöcke zu packen, wird als Blockieren bezeichnet. Blockieren wird verwendet, um die Verarbeitung des Datenstroms durch das Computerprogramm zu erleichtern, das die Daten empfängt. Geblockte Daten werden normalerweise blockweise gelesen. Blockieren wird nahezu überall eingesetzt, wenn Daten auf 9-Spur-Magnetbändern, auf rotierenden Medien wie Disketten, Festplatten, optischen Datenträgern und auf NAND-Flash-Speichern gespeichert werden.
Die Speicherung in solchen Diensten ist als Blöcke organisiert. Dies emuliert das Verhalten, das bei herkömmlicher Festplatten- oder Bandspeicherung durch Speichervirtualisierung auftritt. Blöcke werden durch eine willkürlich zugewiesene Kennung identifiziert, anhand derer sie gespeichert und abgerufen werden können. Dies hat jedoch keine offensichtliche Bedeutung in Bezug auf Dateien oder Dokumente. Über dem Speicher auf Blockebene muss ein Dateisystem angewendet werden, um „Dateien“ einer Folge von Blöcken zuzuordnen.
Amazon EBS (Elastic Block Store) ist ein Beispiel für einen Cloud-Block-Store. Cloud-Speicher auf Blockebene bietet in der Regel Funktionen wie Replikation für Zuverlässigkeit oder Backup-Dienste.
Die Speicherung auf Blockebene steht im Gegensatz zu einem Objektspeicher oder „Bucket Store“ wie Amazon S3 (einfacher Speicherdienst) oder einer Datenbank. Diese arbeiten auf einer höheren Abstraktionsebene und können mit Entitäten wie Dateien, Dokumenten, Bildern, Videos oder Datenbankeinträgen arbeiten.
Instanzspeicher sind eine weitere Form der in der Cloud gehosteten Speicherung auf Blockebene. Diese werden als Teil einer „Instanz“ bereitgestellt, beispielsweise eines Amazon-EC2-Dienstes (Elastic Compute Cloud). Da EC2-Instanzen in erster Linie als Rechenressourcen und nicht als Speicherressourcen bereitgestellt werden, ist ihr Speicher weniger robust. Ihr Inhalt geht verloren, wenn die Cloud-Instanz gestoppt wird. Da diese Speicher Teil des virtuellen Servers der Instanz sind, bieten sie der Instanz eine höhere Leistung und Bandbreite. Sie werden am besten für temporäre Speicherung wie Caching oder temporäre Dateien verwendet, während die dauerhafte Speicherung auf einem anderen Servertyp erfolgt.
Früher wurde die Speicherung auf Blockebene durch Storage Area Networks (SAN) bereitgestellt, während NAS die Speicherung auf Dateiebene ermöglichte. Mit der Verlagerung von On-Premise-Hosting zu Cloud-Diensten hat sich diese Unterscheidung verschoben. Sogar Blockspeicher werden jetzt als separate Server (also NAS) betrachtet und nicht mehr als die vorherige Anordnung nackter Festplatten.